# Trapos e Companhia
Trapos e Companhia é uma adaptação da série de televisão britânica The Rag Trade produzida pela NBP (atual plural) para a TVI e estreada a 31 de Outubro de 1994. Manteve-se em antena até 1995. A segunda série teve textos originais de Rosa Lobato de Faria e de outros autores portugueses. Os actores Manuela Maria, António Assunção, Maria Vieira, Carlos Miguel, Paula Pedregal, Ana Brito e Cunha e Manuela Carona fazem parte do elenco. A produção é dirigida por Armando Cortez e a primeira temporada foi realizada por António Moura Matos. A primeira série foi gravada nos estúdios da Nova Imagem e a segunda no Teatro Vasco Santana, na antiga Feira Popular de Lisboa. Esta segunda série foi realizada por Nicolau Breyner. No total, contabilizaram-se 66 episódios.

## Elenco fixo
- Manuela Maria - Berta
- António Assunção - Francisco Cunha
- Maria Vieira - Zé
- Carlos Miguel - Viriato
- Paula Pedregal - Paulinha
- Ana Brito e Cunha - Olivia

## Actores convidados
- Adriano Carvalho - Médico
- Camacho Costa
- Catarina Matos
- Fernando Palaio
- Filipa Maló Franco
- Isabel Baleiras
- João Baião
- Joaquim Monchique
- Licínio França
- Luís Gaspar
- Luís Pavão
- Manuela Carona
- Manuela Marle
- Márcia Breia
- Maria Henrique
- Maria João Abreu
- Patrícia Brito e Cunha - Agente da Judiciária
- Peter Michael
- Ricardo Carriço
- Roberto Candeias
- Rui Luís Brás
- Teresa Côrte-Real